# Luís Cláudio (político)
Luís Cláudio (Serra, 7 de setembro de 1881 — 2 de fevereiro de 1956) foi um político brasileiro. Exerceu o mandato de deputado federal constituinte pelo Espírito Santo em 1946.